# 알리체 툼러
알리체 툼러(Alice Tumler, 1978년 11월 11일 ~ )는 오스트리아의 사회자이다.